# Flughafen Graciosa

i7
i11
i13
Der Flughafen Graciosa (Portugiesisch „Aerodromo da Graciosa“, IATA-Code: GRW, ICAO-Code: LPGR) ist ein Regionalflughafen auf der portugiesischen Azoreninsel Graciosa. Der Flughafen gehört dem Flughafenbetreiber SATA Aeródromos und liegt rund 2 km westlich der Inselhauptstadt Santa Cruz da Graciosa. SATA Air Açores ist die einzige Fluggesellschaft mit Liniendiensten vom Flughafen Graciosa. Täglich bestehen zwei Verbindungen von und nach Ponta Delgada jeweils mit Zwischenlandung auf der Insel Terceira.